# Alopecosa obscura
Alopecosa obscura là một loài nhện trong họ Lycosidae.
Loài này thuộc chi Alopecosa. Alopecosa obscura được Joachim Schmidt miêu tả năm 1980.